# Poupehan
Poupehan (Waals: Pouphan) is een dorpje in de Belgische provincie Luxemburg en een deelgemeente van de stad Bouillon. Het ligt op de zuidelijke helling van de Belgische Ardennen, langs de oevers van de Semois. Poupehan is omringd door heuvels.

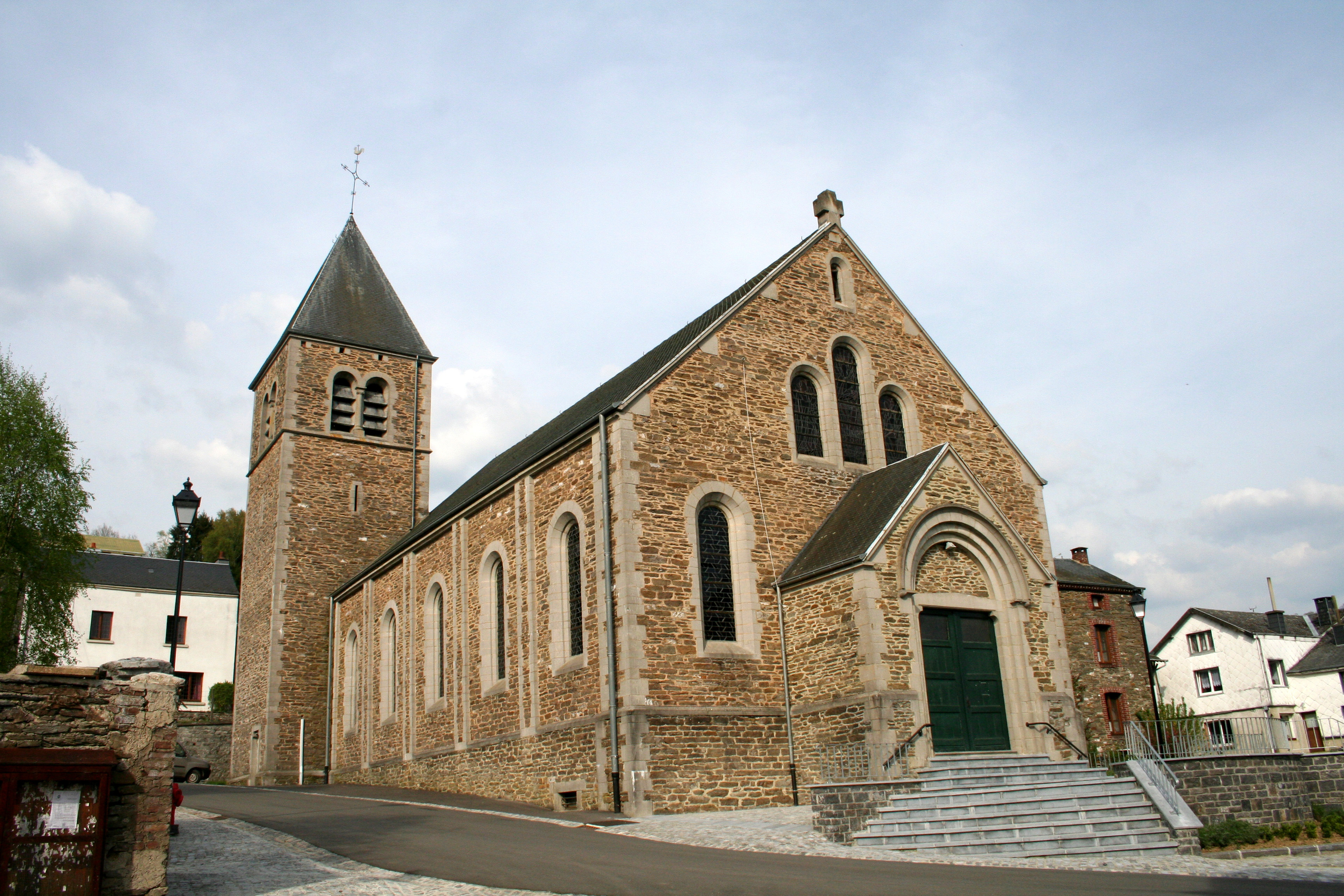
De Sint-Remacluskerk te Poupehan

## Geschiedenis
De naam betekent "huis van de fee" (poupe = fee, han = huis).
De plaats lag vroeger in het hertogdom Bouillon. Op het eind van het ancien régime werd het een gemeente in het departement Ardennes. Begin 19de eeuw werd het bij de gemeente Corbion gevoegd. In 1877 werd Poupehan afgesplitst van Corbion als zelfstandige gemeente.
Bij de gemeentelijke fusies van 1977 werd Poupehan een deelgemeente van Bouillon.

## Demografische ontwikkeling
- Bronnen:NIS, Opm:1831 tot en met 1970=volkstellingen, 1976= inwoneraantal op 31 december

## Politiek overleg in de jaren 1980
In de Belgische politiek is het dorpje vooral bekend omdat Fons Verplaetse (voormalig gouverneur van de Nationale Bank van België) er een buitenverblijf had. Volgens journalist Hugo De Ridder zou er tussen 1982 en 1987 en petit comité onderhandeld zijn.
De Vier van Poupehan bestond uit de toenmalige eerste minister Wilfried Martens, ACV-vakbondsleider Jef Houthuys, de toenmalige voorzitter van de BAC Hubert Detremmerie en Fons Verplaetse. De vier stippelden als vrienden tussen 1982 en 1987 samen het herstel van de Belgische economie uit na de recessieperiode in het begin van de jaren 1980, met onder andere (onder druk van het IMF) een devaluatie op 22 februari 1982 van de Belgische frank. Het Poupehan-overleg zou mee geleid hebben tot de val van de Regering-Martens VI.

## Bezienswaardigheden
- De Église Saint-Remacle